# Проглед
Проглед (болг. Проглед) — село в Болгарии. Находится в Смолянской области, входит в общину Чепеларе. Население составляет 74 человека.

## Политическая ситуация
Проглед подчиняется непосредственно общине и не имеет своего кмета.
Кмет (мэр) общины Чепеларе — Георги Иванов Попов (Болгарская социалистическая партия (БСП)) по результатам выборов 2007 года в правление общины.